# モンチュ (サッカー選手)
モンチュ（Monchu）こと、ラモン・ロドリゲス・ヒメネス（Ramón Rodríguez Jiménez，1999年9月13日 - ）は、スペイン・パルマ・デ・マヨルカ出身のプロサッカー選手。アリス・テッサロニキ所属。ポジションはミッドフィールダー。

## 経歴

### バルセロナ
バレアレス諸島のパルマ・デ・マヨルカに生まれ、2012年にマジョルカからバルセロナのカンテラに加入した。ラ・マシアで順調に成長していくと、2017年12月15日のカディスとのリーグ戦でBチームデビューを果たした 。
2020年8月8日、UEFAチャンピオンズリーグ・ラウンド16のナポリとの2ndレグにてトップチームデビューを飾った。

#### ジローナへのレンタル
2020年9月22日、セグンダ・ディビシオンに在籍していたジローナに買い取りオプション付きの契約で1シーズンのレンタル移籍をした。10月18日のレアル・オビエドとのホームゲームで移籍後初ゴールを挙げた。

### グラナダ
2021年7月16日、フリーでグラナダに移籍し、4年契約を結んだ。また、契約には、モンチュが将来移籍したことで各クラブに入る移籍金の50 %はバルセロナに振り分けられるというオプションも折り込まれている。

### バリャドリード
2022年2月1日、2021-22シーズン終了までレアル・バリャドリードにレンタル移籍されることが発表され、6月6日には完全移籍への移行が発表された。

## 個人成績
| 国内大会個人成績 | 国内大会個人成績 | 国内大会個人成績 | 国内大会個人成績 | 国内大会個人成績 | 国内大会個人成績 | 国内大会個人成績 | 国内大会個人成績 | 国内大会個人成績 | 国内大会個人成績 | 国内大会個人成績 | 国内大会個人成績 |
| 年度             | クラブ           | 背番号           | リーグ           | リーグ戦         | リーグ戦         | リーグ杯         | リーグ杯         | オープン杯       | オープン杯       | 期間通算         | 期間通算         |
| 年度             | クラブ           | 背番号           | リーグ           | 出場             | 得点             | 出場             | 得点             | 出場             | 得点             | 出場             | 得点             |
| スペイン         | スペイン         | スペイン         | スペイン         | リーグ戦         | リーグ戦         | 国王杯           | 国王杯           | オープン杯       | オープン杯       | 期間通算         | 期間通算         |
| ---------------- | ---------------- | ---------------- | ---------------- | ---------------- | ---------------- | ---------------- | ---------------- | ---------------- | ---------------- | ---------------- | ---------------- |
| 2019-20          | バルセロナ       | 42               | ラ・リーガ       | 0                | 0                | 0                | 0                | -                | -                | 0                | 0                |
| 2020-21          | ジローナ         | 14               | セグンダ         | 39               | 3                | 0                | 0                | -                | -                | 39               | 3                |
| 2021-22          | グラナダ         | 14               | ラ・リーガ       | 14               | 0                | 2                | 0                | -                | -                | 16               | 0                |
| 2021-22          | バリャドリード   | 8                | セグンダ         | 15               | 2                | -                | -                | -                | -                | 15               | 2                |
| 2022-23          | バリャドリード   | 8                | ラ・リーガ       | 33               | 3                | 2                | 0                | -                | -                | 35               | 3                |
| 2023-24          | バリャドリード   | 8                | セグンダ         | 42               | 6                | 0                | 0                | -                | -                | 42               | 6                |
| ギリシャ         | ギリシャ         | ギリシャ         | ギリシャ         | リーグ戦         | リーグ戦         | リーグ杯         | リーグ杯         | エラーダス杯     | エラーダス杯     | 期間通算         | 期間通算         |
| 2024-25          | アリス           | 8                | スーパーリーグ   | 30               | 3                | -                | -                | 3                | 0                | 33               | 3                |
| 通算             | スペイン         | スペイン         | ラ・リーガ       | 47               | 3                | 4                | 0                | -                | -                | 51               | 3                |
| 通算             | スペイン         | スペイン         | セグンダ         | 96               | 11               | 0                | 0                | -                | -                | 96               | 11               |
| 通算             | ギリシャ         | ギリシャ         | スーパーリーグ   | 30               | 3                | -                | -                | 3                | 0                | 33               | 3                |
| 総通算           | 総通算           | 総通算           | 総通算           | 173              | 17               | 4                | 0                | 3                | 0                | 180              | 17               |